# Mariya Zubova
Pour les articles homonymes, voir Zubova.
 (août 2024).
Maria Voinovna Zubova (en russe : Мария Воиновна Зубова), née vers 1749 à Saint-Pétersbourg et morte en septembre 1799 dans cette même ville, est une poétesse, compositrice et chanteuse de concert russe, connue pour son interprétation de chansons folkloriques.

## Biographie
Elle naît à Saint-Pétersbourg et est la fille du vice-amiral guerrier Yakovlevich Rimsky-Korsakov. Elle se marie à Afanasy Nikolaevich Zubov (1738–1822), gouverneur de Koursk de 1782 à 1791. Avec son mari, le 19 juin 1780, ils s'installent dans un domaine situé près de Mourom, dans l'oblast de Vladimir, considéré comme l'une des plus anciennes villes de Russie.

### Compositeur
Elle compose des poèmes et est une compositrice de mélodies de salon à la fin du XVIIIe siècle. Elle est considérée par l'écrivain russe Daniil Mordovtsev comme l'une des « filles littéraires de Lomonossov et de Sumarokov ».
Seule une petite partie de son œuvre musicale a été publiée, la majorité étant publiée à Saint-Pétersbourg en 1770. Elle est également une traductrice mineure de littérature française, bien que son œuvre reste inédite. Elle est surtout connue pour sa chanson folklorique Je déménage dans le désert... écrite en 1791, dont les paroles sont aujourd'hui couramment utilisées dans la langue vernaculaire russe. La deuxième ligne de la première strophe, Des beaux endroits d'ici, est utilisée, par exemple, pour désigner une attitude cyniquement ironique de fausse tristesse nostalgique à l'idée de quitter un lieu de résidence moins que satisfaisant. Ils préfèrent donc la chaleur du désert aux conditions inférieures du présent. La date attribuée à la chanson est contestée, car beaucoup de ses chansons ont été imprimées 10 ans plus tôt dans une anthologie publiée par le duo M. D Chulkov et N. I Novikov. La chanson est présente dans plusieurs anthologies différentes, la plus récente étant la collection soviétique de chansons intitulée « Monuments de l'art musical russe » telle que collectée par le musicologue soviétique Yuri V. Keldysh en 1979. Elle a été présentée par Keldysh dans le style classique, sans fioritures et sans accompagnement de basse donné, seulement une basse chiffrée.
Les chansons de Mariya Zubova présentent ses propres vers poétiques et sont fortement influencées par l'expansionnisme pré-révolutionnaire résultant des réformes pétriennes de Pierre Ier le Grand et d'autres cultures intellectuelles sous Catherine II pendant les Lumières russes. Parce qu'elle est principalement active durant la seconde moitié du XVIIIe siècle, les thèmes utilisés dans ses romances et ses chansons folkloriques traitent de l'expression du caractère naturel de la vie et des expériences réalistes des gens du peuple, tout en maintenant une objectivité sophistiquée. Grâce à cela, elle reçoit un soutien important de la part de la société russe et sa carrière est extrêmement fructueuse dans toute la hiérarchie sociale russe.
Mordovtsev note que les chansons de Mariya Zubova sont les premières compositions qui pouvaient être chantées émotionnellement en raison de la position démoralisée et socioculturelle de la Russie en raison du mouvement Raskol du milieu et de la fin du XVIIe siècle, un schisme religieux dirigé par le patriarche Nikon pour centraliser la foi orthodoxe russe et ses pratiques, ainsi que pour consolider la chaîne de commandement, conduisant à une persécution généralisée contre les « vieux croyants ».

### Carrière de performance
Parallèlement à sa carrière de compositrice, elle est largement connue pour être une interprète de chansons folkloriques très talentueuse, se produisant souvent lors de fêtes et de salons et recevant de nombreux éloges. Le folkloriste russe Mikhaïl Nikolaïevitch Makarov (1785-1847) a déclaré qu'elle était « la meilleure chanteuse du début du règne de Catherine II ». Son talent musical était imprégné du style italien et participait à la convention du XVIIIe siècle d'ornementation et d'improvisation mélodique lors de ses représentations, comme c'était la coutume à l'époque baroque. Ce style était connu sous le nom de « chant figuré » , mettant l'accent sur le mouvement adroit et la ferveur émotionnelle tout en conservant un comportement cool et une vivacité composée, quintessence du style de chant de Zubova.

## Personnalité et mort
Natalia Kirillovna Zagryazhskaya (1747–1837), dame d'honneur de Catherine II et proche connaissance de Pouchkine, qualifiait Zoubova de « femme intelligente et aimable », apparentée au style comportemental de « Monsieur Morte », la marquise de Merteuil et héros du roman Les Liaisons dangereuses de Choderlos de Laclos.
Le 9 octobre 1799, le comte Fiodor Vassilievitch Rostopchine (1763–1826) et le comte Semion Vorontsov (1744–1832) informèrent les proches de Zoubova qu'elle était décédée subitement des suites d'un accident vasculaire cérébral lors d'une partie de cartes avec des amis.

## Compositions

### Chansons
- 1791 : Je m'éloigne des beaux endroits locaux pour le désert, pour piano et voix

### Anthologies
- 1770 : Recueil de chansons diverses (Собрание разных песен:(Seconde version, 1788)[10], par M. D Chulkov et N. I Novikov
- 1827 : Le dernier recueil de chansons sélectionnées
- 1979 : Monuments de l'art musical russe. Numéro 1 : Paroles vocales russes du XVIIIe siècle, organisé et publié par Yuri. V. Keldych

### Cantates
- [Ils auraient existé, mais aucun détail supplémentaire n'est fourni][7].

### Poème
- Selon Amanda Ewington, « l'obscurité actuelle de Zubova trahit l'immense popularité dont jouissait autrefois son poème « Je pars pour les régions sauvages ». Ce poème, longtemps attribué à Zubova, était un élément essentiel de la culture russe dans toutes les classes sociales. » [9]

## Enregistrements
1. Je suis banni dans le désert : Ensemble Talisman, Oleg Timofeyev (guitare), Anne Harley (soprano) Dorian Recordings, Musique des princesses russes (2013)[11],
2. Je me retire dans le désert : M. Zhilkin (soprano), E. Mityushkina (mezzo-soprano), I. Malyshev (piano)